# フヨウカタバミ
フヨウカタバミ（芙蓉片喰・芙蓉酢漿草、学名：Oxalis purpurea）は、カタバミ科カタバミ属の多年草。南アフリカ原産。カタバミ属の中では大きく観賞価値の高い花を咲かせ、園芸植物として用いられる一方、現在では逸出により世界各地で帰化植物としても定着している。別名アオイカタバミ。

## 特徴

### 形態
地上茎はなく、地下茎の先端に鱗茎を作って増える球根植物。鱗茎は径1cm・長さ2.5cmほどの卵形で、黒い皮に覆われ触ると粘り気がある。葉はすべて根出し、葉柄は長さ5～10cm、葉はカタバミ属によく見られる三出複葉だが、多くは小葉が倒心臓形となる他のカタバミとはやや形が異なり、小葉の先端はほとんど凹まず広菱形～円形となる。小葉のへりには微毛が生える。花茎は葉柄と同長かやや長く5～15cm、その先端に1つだけ花をつける。花径は3～4cm、花弁は5枚で、根本は組み合わさって花冠筒を形成し、花冠筒の内側（のど）は黄色くなる。花期は4～7月だが、暖地においては冬季の11～3月に花を咲かせる場合もある。
花や葉には変異性が大きく、紫紅色、ピンク、白、藤色、紫色、黄色など多彩な花の色がある。葉は通常緑色だが、これも灰色がかった色や紫色などの変異がある。

### 分布
南アフリカ共和国のケープ地方原産で、同地では砂漠を除いて広く分布する。花の美しさや変異の多彩さから園芸植物として世界各地に観賞用として移入され、逸出したものが帰化植物として定着している。日本へは明治時代中期に渡来し、現在では本州の太平洋側や四国・九州などの温暖な地域にみられる。